# Marion, Iowa
Marion, Iowa là một thành phố thuộc quận Linn trong bang Iowa, Hoa Kỳ. Thành phố có tổng diện tích km², trong đó diện tích đất là km². Theo điều tra dân số Hoa Kỳ năm 2010, thành phố có dân số 26.294 người. 
Marion là một phần của khu vực thống kê đô thị Cedar Rapids.